# Neopelta
Neopelta is een geslacht van sponsdieren uit de klasse van de Demospongiae (gewone sponzen). 

## Soorten
- Neopelta amphiaster (Schmidt, 1879)
- Neopelta imperfecta Schmidt, 1880
- Neopelta perfecta Schmidt, 1880
- Neopelta plinthosellina Lévi & Lévi, 1988
- Neopelta pulvinus Kelly, 2007